# 世界厕所日
世界厕所日（英語：World Toilet Day，縮寫：WTD）是联合国正式国际纪念日，旨在启发激烈采取行动应对全球卫生设施危机。目前全球有42亿人过着没有可管理安全卫生设施的生活，约6.73亿人还在露天排便:74。因此联合国提出可持续发展目标第6号，目标实现卫生设施全球覆盖，消除露天排便陋习，世界厕所日便是顺应这一目标而举行。
2013年，联合国大会通过新加坡将世界厕所日列为联合国官方节日的决议。在此之前，该节日一直是2001年成立的新加坡非政府组织世界厕所组织举行的非官方节日。
聯合國水資源組織是世界厕所日的组织方，负责世界厕所日网站的维护，并为每年的活动选择特定主主题。2019年的主题“不落下任何一个人”为可持续发展目标的中心主题。前几年的主题涵盖基于自然的解决方案、废水、厕所与就业及厕所与营养。节日当天会有形式多样的宣传活动，由联合国观察员、国际组织、地方公民社会组织及提高意识启发行动的志愿者组织。
世界厕所日的主要是马桶。功能齐全的厕所对公共卫生、个人尊严及个人安全（尤其是女性）有正面影响，因此非常重要。而不能安全处理粪便的卫生设施系统会导致疾病传播，例如霍亂、腹瀉、伤寒、痢疾和血吸虫病等严重土壤传播蠕虫病和水源性疾病。

## 背景

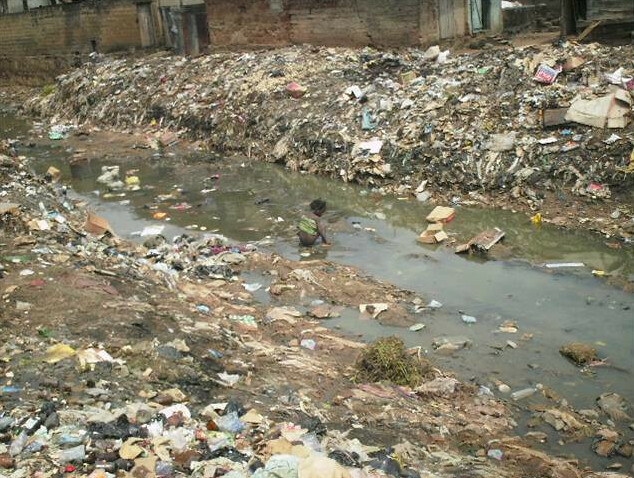
一名儿童在尼日利亚伊巴丹Gege贫民窟的运河里随地便溺。

目前全球有42亿人过着没有可管理安全卫生设施的生活，约6.73亿人还在露天排便:74。露天排便对妇女及女孩来说尤为艰难。妇女倾向于用黑暗掩护她们在露天排便时的隐私，但夜晚单独在外边这么做会让她们面临被袭击的风险。
据估计，2015年的腹泻病例中，有58%的病因为用水不安全、卫生设施条件恶劣及卫生习惯差（例如洗手不恰当）。每年50万年龄在5岁以下的儿童死于上述原因的腹泻。提供安全设施预计可将儿童罹患腹泻的几率降低至7到17%，将5岁以下儿童的死亡率降至5到20%。
饮水及卫生设施权已于2010年7月18日被联合国大会认定为人权。卫生设施（厕所）的缺乏会影响公共卫生、尊严及安全.。厕所的缺乏会导致人类粪便直接传播诸如腹泻、血吸虫病等土壤传播蠕虫病，或造成儿童发育迟缓。
可持续发展目标第6号旨在实现卫生设施全覆盖。

### 主办方

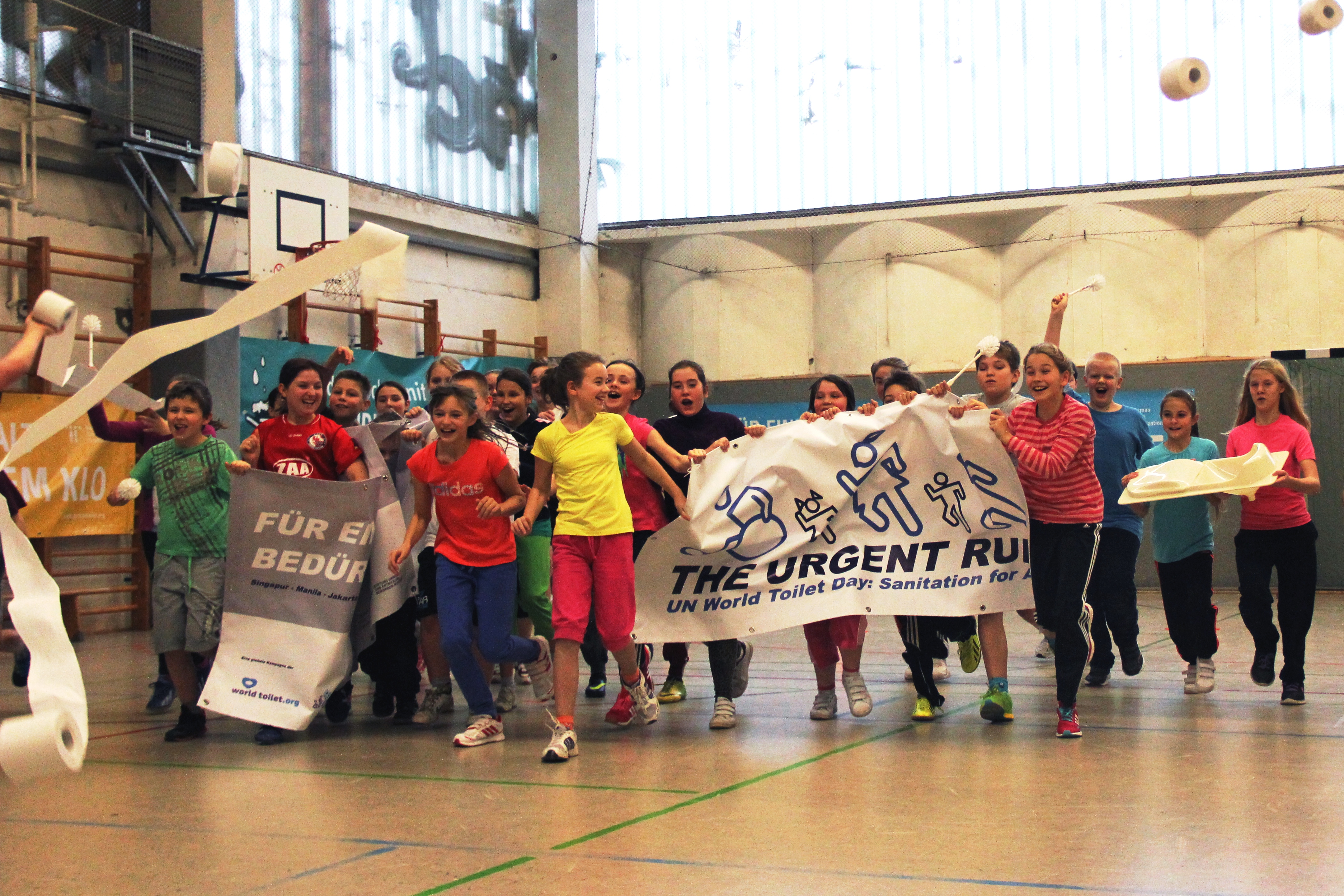
2014年世界厕所日，德国的小学生参与疾跑活动

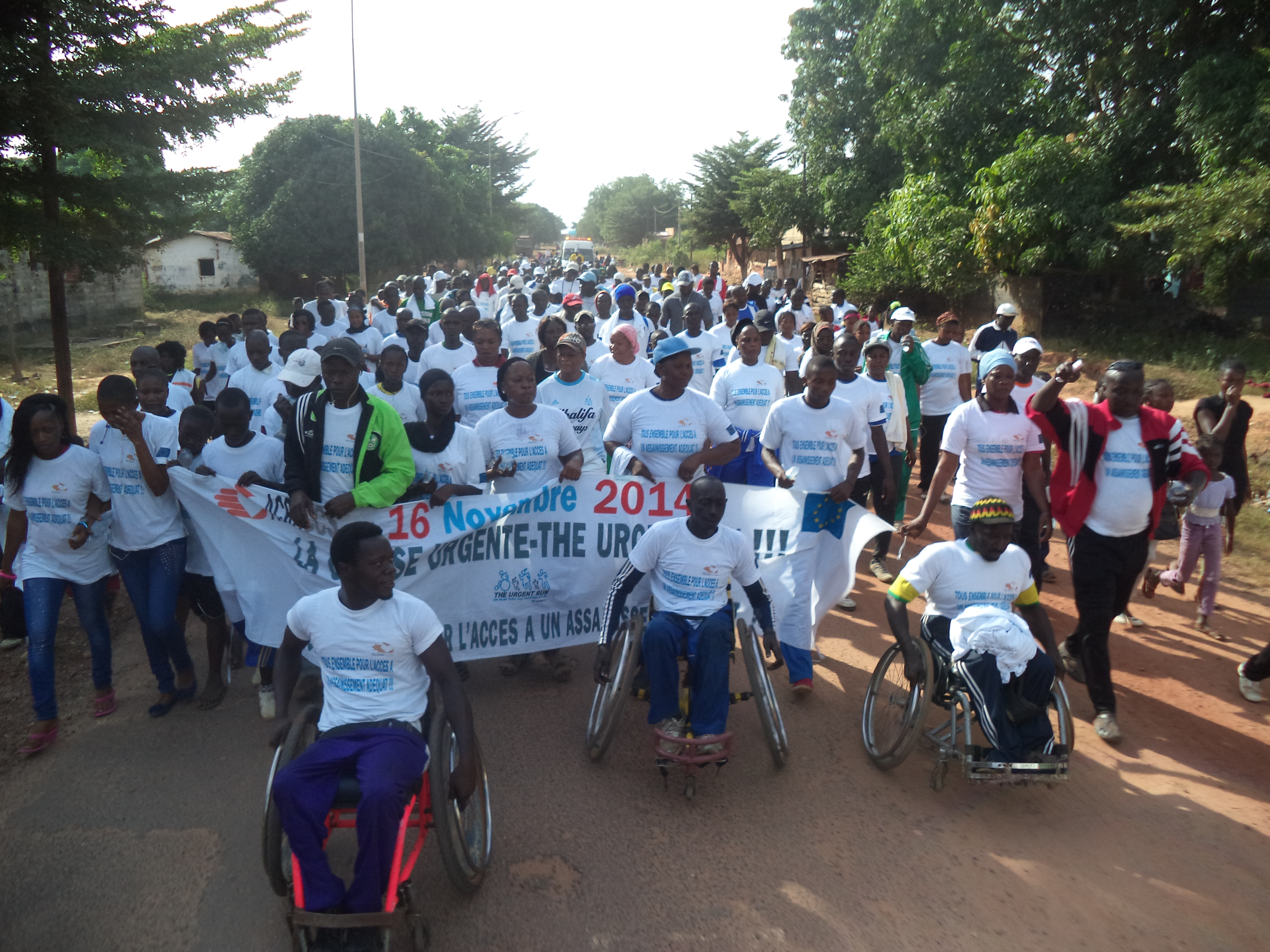
2014年塞内加尔世界厕所日疾跑活动

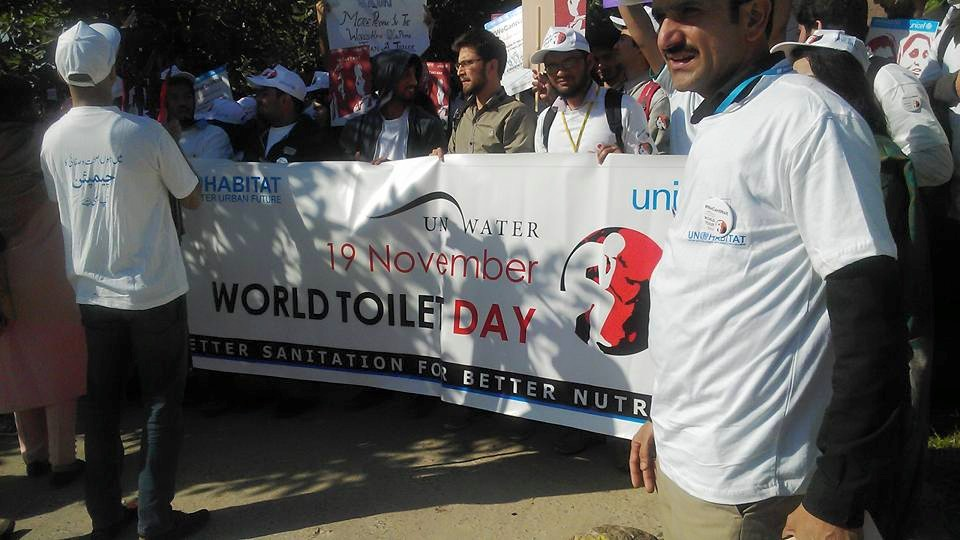
巴基斯坦庆祝2015年世界厕所日

2013年，聯合國水資源組織与“饮用水及基本卫生优先重点领域”（Thematic Priority Area (TPA) on Drinking Water and Basic Sanitation）受权每年监督世界厕所日的举行。
根据联合国水资源组织会员旗下机构世界厕所日工作组的指导意见，水资源组织会根据当年的世界水发展报告选定活动主题，策划宣传活动。水资源组织还为世界厕所日活动设立网站，宣传关键议题及报告，提供沟通及宣传资源，公布活动并提供参加集会。
世界厕所日的活动动员公民社会、智库、非政府组织、学术界、企业及公众组织参与联合社交媒体及宣传活动。最终目标旨在鼓励组织及政府策划解决卫生设施问题的活动及行动，推进可持续发展目标第6号的进展。

## 历史

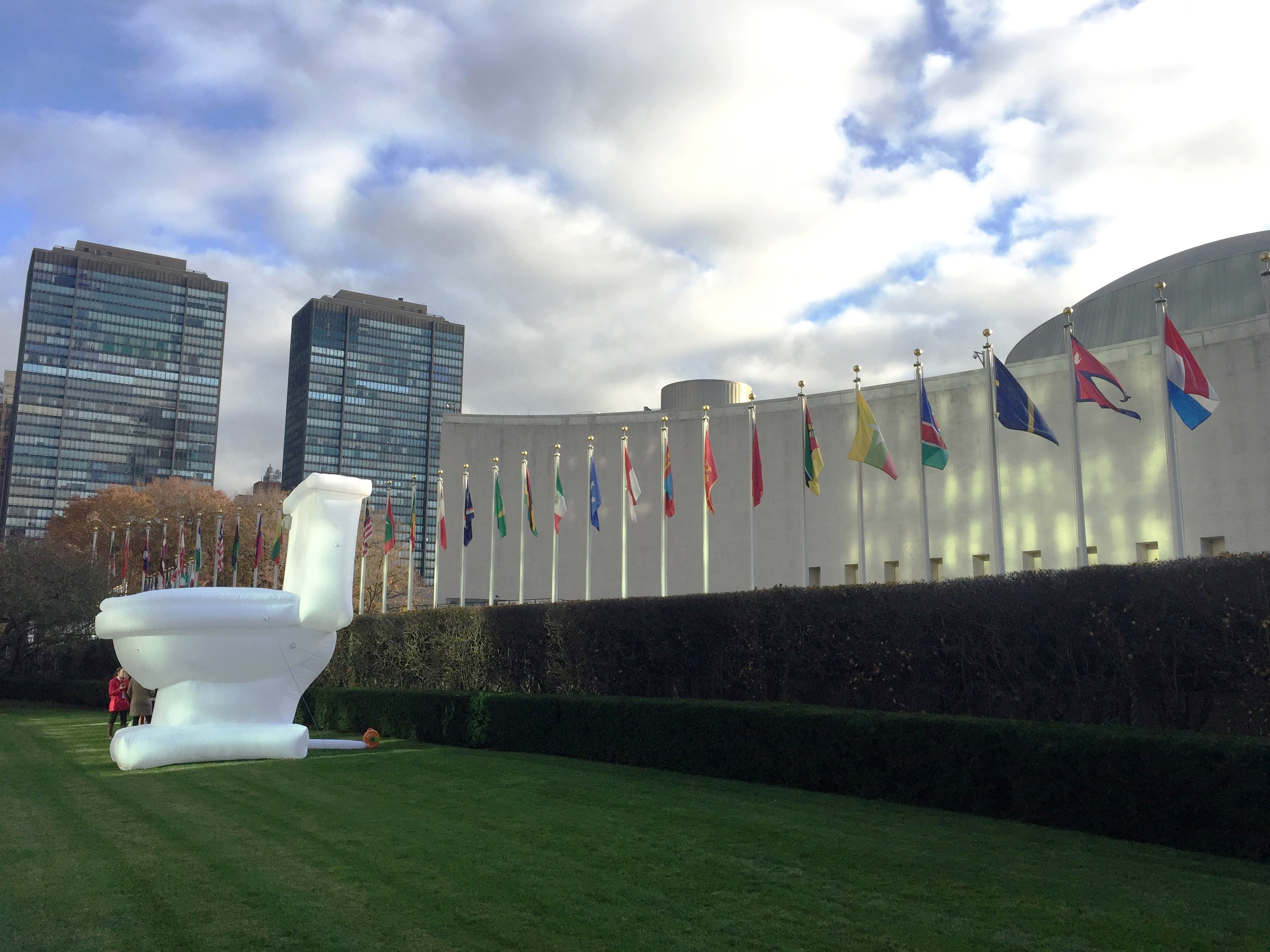
世界厕所日于2013年第67届联合国大会上正式被宣布为联合国官方节日。

2001年11月19日，新加坡慈善家沈锐华成立非政府组织世界厕所组织，将组织成立当天定为世界厕所日。之所以定名为“世界厕所日”，而不是“世界卫生设施日”，从而方便公众宣传，虽然厕所仅是卫生设施系统的第一阶段 。
世界厕所日活动及公众意识活动提高公众对更广泛的卫生设施系统的认知，包括水污染控制、粪便污泥管理、都市固體廢物管理、 雨水管理、卫生学及洗手。另外，联合国可持续发展目标的呼吁也不只是提到厕所。可持续发展目标第6号要求适当的卫生设施，其中包括确保废物得到安全处理的整个系统。
世界卫生组织开始推动全球对世界厕所日的认知。2007年，可持续卫生联盟开始积极响应世界厕所日。2010年联合国将饮水及卫生设施权定为基本人权后，卫生设施危机开始受重视。
2013年，新加坡政府与世界厕所组织联合倡议新加坡的首个联合国决议《为全人类提供卫生设施》（"Sanitation for All"），呼吁集体行动终结全球卫生设施危机，将世界厕所日定为联合国纪念日。该决议最终在第67届联合国大会上获得122个国家通过。
2016年，可持续发展目标取代千年发展目标。2015年的世界厕所日活动中，联合国秘书长潘基文敦促各国采取广泛行动改进为全人类提供适当卫生设施的措施。他提醒每个人关注2013年启动的“卫生行动呼吁”（Call to Action on Sanitation），以及2025年终结露天排便的目标他还表示：“许多人认为，卫生设施是千年发展目标中最缺少的目标。”
2016年的世界厕所日活动中，纽约市表彰联合国副秘书长楊·艾里亞森，肯定他在打破卫生设施禁忌方面的坚定承诺:23。他曾向WaterAid与联合利华共同在欧洲议会举办的2014年世界厕所日上向与会者发表视频讲话。2016年，联合国水资源组织与新加坡驻联合国特派团支持纽约市的“为厕所干杯”活动:23。

## 各年主题

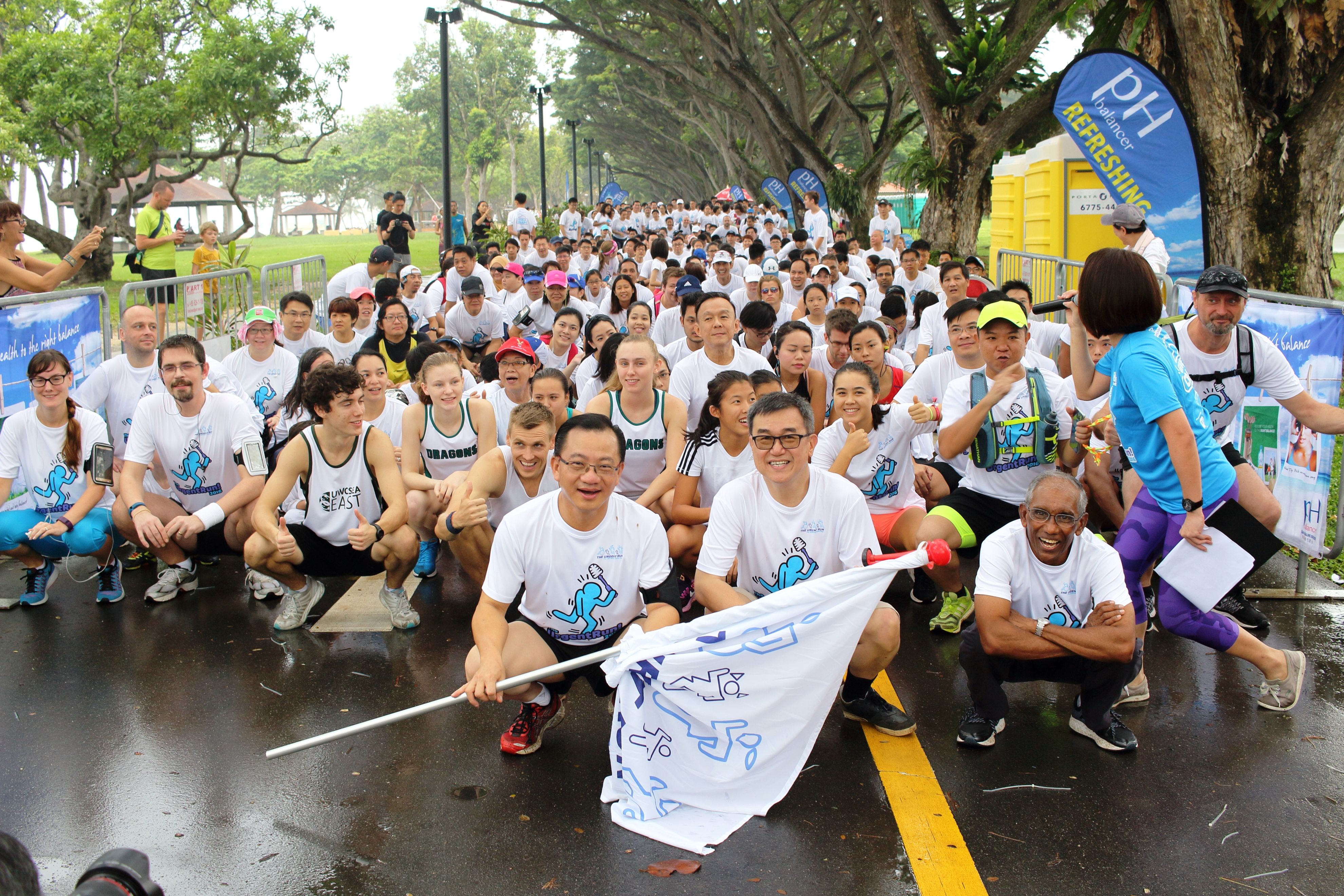
世界厕所组织创始人沈锐华率领民众在2016年疾跑活动中进行“大蹲”（The Big Squat）。

自2012年起，每年的世界厕所日都会设立主题，使之成为有关宣传活动的基础。自2016年起，按照联合国水资源组织发展报告，世界厕所日和世界水日共用主题。
- 2019年：不落下任何一个人[25]
- 2018年： 基于自然的解决方案（口号：大自然在呼唤）[26]
- 2017年： 廢水[7]
- 2016年： 厕所与就业[8]
- 2015年： 厕所与营养
- 2014年： 平等与尊严[27]
- 2013年： 旅游与用水
- 2012年： “我很在意，你呢？”（I give a shit, do you?，口号） [28]

## 影响
世界厕所日活动及相关出版物通过各大网站及其他渠道的社会化媒体收获数百万参与者:21。2016年和2017年有40个国家在世界厕所日网站上登记了100多场活动:23:17。2017年，话题标签#WorldToiletDay在社交媒体上预计获得最多7.5亿人响应:17，2018年的响应人数同比增加15%，线上活动及发起者同比2017年增加12%和22%:32